# Michów (województwo lubelskie)
Michów – wieś w Polsce położona w województwie lubelskim, w powiecie lubartowskim, w gminie Michów, w sołectwie Michów. 
Siedziba gminy wiejskiej Michów. Dawniej miasto; lokowane w 1531 roku, zdegradowane przed 1600 rokiem, ponowna lokacja w 1747 roku, degradacja w 1870 roku. Prywatne miasto szlacheckie Mnichów położone było w drugiej połowie XVI wieku w powiecie lubelskim województwa lubelskiego.
W latach 1954–1972 wieś należała i była siedzibą władz gromady Michów. W latach 1975–1998 miejscowość administracyjnie należała do ówczesnego województwa lubelskiego.
Wieś stanowi sołectwo gminy Michów. Według Narodowego Spisu Powszechnego z roku 2011 wieś liczyła 1640 mieszkańców.

## Położenie
Miejscowość położona jest w województwie lubelskim, w ziemi lubelskiej, przy drodze wojewódzkiej nr 809.

## Historia
Lokowane jako miasto na prawie niemieckim w 1531 roku. Ignacy Potocki majątek w Michowie przegrał w karty. 13 stycznia 1870 r. pozbawiono Michów praw miejskich.

## Wspólnoty wyznaniowe
- Kościół rzymskokatolicki:
  - parafia Wniebowzięcia Najświętszej Maryi Panny
- Świadkowie Jehowy:
  - zbór Michów (Sala Królestwa Rudno)[13]